# نظام كرافاث
نظام كرافاث هو مجموعة من المبادئ المتقدمة لإدارة الأعمال التجارية في كرافاث، سوين مور في القرن التاسع عشر. وطبق هذا النظام معظم أكبر مكاتب المحاماة والوكالات الاستشارية.

## النظام
وضع سوين أسس نظام كرافاث في بداية المجلد الثاني من تاريخ شركة كرافاث.
طاقم التوظيفيُفضل بول درينان كرافاث تعيين الموظفين «الأفضل على الإطلاق» ويأمل أن يكون المرشحين من أفضل كليات الحقوق. ويتوقع أن يكون الخريجين أعضاء في فاي بيتا كابا/بيتا جاما سيجما ويعملون كمحررين لمدرسة المراجعات القانونية. وكان من المتوقع أيضًا أن خريج الجامعة غير الخمسة الأوائل قد يكون في كثير من الأحيان معادلاً لطلاب المرحلة "B" في جامعة هارفارد. وكان يتم تعيين الخريجين الجدد فقط، إلا في بعض الظروف الخاصة. حيث كان الاعتقاد السائد هو أن الشخص الذي كان يعمل في أي مكان آخر قد تعلم العادات السيئة بالفعل.
؛ تدريب الموظفين: قد يتم تعيين المرافقين للشريك لفترة من الوقت (عادة ما تكون 18 شهرًا أو أقل) حيث يتعلمون كيفية تقسيم المهام الكبيرة إلى أجزاء سهل إدارتها.
؛ التعويض: كانت مكاتب المحاماة الأولية لا تدفع للمرافقين شيئًا، باستثناء ما قد يحققوه لأنفسهم. بحلول عام 1910، كانت شركة كرافاث واحدة من أولى الشركات التي تُعين المحامين الجدد بمرتبات. ولكن بسبب أنهم كانوا يفضلون تعيين الأفضل، فقد أدى بهم ذلك إلى تفاوتات كبيرة في المرتبات الأولية. وقد أدى التواطؤ بين مكاتب المحاماة وكليات الحقوق إلى توحيد المرتبات الأولية في جميع مكاتب المحاماة من أواخر الحرب العالمية الأولى وحتى الحرب العالمية الثانية.
؛ شغل الوظيفة: بصفة عامة؛ قد يكون هناك توظيف دائم في الشركة للشركاء فقط، وربما يمكثون، طالما أن الشريك قابل للترقية. أما أولئك غير المناسبين للترقية فيتم إنهاء خدمتهم وفقًا لسياسة «الارتقاء أو الرحيل». ؛ اختيار الشركاء: طالما أن هناك حاجة للخبرات غير المتوفرة داخل الشركة، فينبغي اختيار الشركاء فقط من داخل المكتب. ؛ المصالح خارج الشركة: قد لا يكون للشركاء والمرافقين مصالح خارج الشركة. في حين يُسمح بالمصالح الخيرية والتعليمية والفنية. لا يوجد هناك شركاء ومرافقين بـ دوام جزئي وأن جميع الأعمال التجارية في المكتب هي أعمال الشركة. ؛ علاقات الشركاء: يُتوقع أن يعمل الشركاء مع بعضهم البعض. ومن ثم ينبغي تجنب الصوامع والجماعات. ؛ مجال الممارسة: عالجت كرافاث الشؤون المدنية في السنوات الأولى، ومعظم المكاتب التي اتبعت هذا النظام هي أيضًا مكاتب المحاماة المدنية.
؛ التأثير: قد تتجنب الشركة الضغط السياسي أو التمشيط المتحيز للسياسيين. وتحافظ الشركة على المهارة والكد من خلال تطبيق القانون.
؛ فيما يتعلق بإدارة الشركة: اعتقد كرافاث أن الشركة ينبغي أن يكون لديها إدارة تنفيذية قوية.